# هلمن مکاله‌له
هلمن مکاله‌له (انگلیسی: Helman Mkhalele؛ زادهٔ ۲۰ اکتبر ۱۹۶۹) بازیکن سابق و مربی فوتبال اهل آفریقای جنوبی است.
از باشگاه‌هایی که در آن بازی کرده‌است می‌توان به باشگاه فوتبال آنکاراگوچو، باشگاه ورزشی گوزتپه، باشگاه ورزشی مالاتیااسپور، و باشگاه فوتبال قیصریه‌اسپور اشاره کرد.
وی همچنین در تیم ملی فوتبال آفریقای جنوبی بازی کرده‌است.